# IBM PS/2 CL57SX
IBM PS/2 CL57SX (IBM CL57SX) — ноутбук, випущений компанією IBM 1992 року. Як і сучасні ноутбуки, він мав керування живленням і здатність працювати від батарей. Належав до серії персональних комп'ютерів IBM PS/2.

## Опис
Модель PS/2 CL57SX була розроблена компанією IBM Japan "просто для задоволення" і спочатку була оснащена процесором Intel 486SX. Через численні проблеми (включаючи різницю в часових поясах) у спільній розробці моделі PS/2 L40SX від IBM-Japan та IBM-USA, вона з'явилася на ринку після того, як у конкурентів вже були свої моделі. Компанія IBM-Japan представила власну розробку керівництву IBM і отримала дозвіл з вимогою встановити процесор Intel 386SX замість 486SX, щоб не дозволити моделям PS/2 змінювати ринок.
Світовий запуск відбувся у квітні 1992 року. Через велику вагу модель погано продавалася, незважаючи на великий на ті часи кольоровий дисплей.

## Характеристики
| Процесор                 | Intel 80386SL @ 20 МГц зі співпроцесором Intel 80387CX                         |
| Пам'ять                  | 2 Мб IC-DRAM (розширюється до 16 Мб)                                           |
| Запам'ятовуючий пристрій | Жорсткий диск IDE 80 Мб Дисковод для дискет 3,5"                               |
| Дисплей                  | Кольоровий 10.4" TFT, 640x480 16 кольорів/4096 відтінків, VGA                  |
| Розширення               | Модемна карта (опція) Додатковий цифровий блок клавіатури Інтегрований трекбол |
| Особливості              | MCA (мікроканальна архітектура) Клавіатура із вбудованим трекболом             |
| Порти                    | - Паралельний порт - RS232 - VGA - Клавіатура/миша - Порт розширення           |
| Вага                     | 4,99 кг                                                                        |

## Також
- IBM PS/55 Note
- IBM PS/2 L40SX

- Ноутбук